# Duggi (tambor)

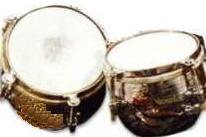
Tambores duggi

Un duggi, dugi o dukkar es un instrumento membranófono de India, con forma de tambor semiesférico, tocado con los dedos y palma de mano. Es usado en la música baul de Bengal y Bangladés. También es empleado así en música folclórica de Uttar Pradesh (duggi) y Punjab (dukkar). 
En grupos de música de shehnai, un tocador de duggi proveía el acompañamiento rítmico, pero hoy en día, el tocador de tabla tiene el rol. La parte del duggi en esos ensambles consiste en dos tambores, como con la tabla y el bayan, pero más pequeño en tamaño. El duggi no tiene la calidad resonante de la tabla o la peculiaridad que tiene la tabla de sostener frecuencias de una nota. 